# Fontanes (Lot)
Ne doit pas être confondu avec Fontanes-du-Causse.
Pour les articles homonymes, voir Fontanes.
Fontanes est une commune française, située dans le sud du département du Lot en région Occitanie.
Elle est également dans le causse de Limogne, un des quatre causses du Quercy, dénudé et clairsemé de champs de lavande, de genévriers et de chênes truffiers.
Exposée à un climat océanique altéré, elle est drainée par le ruisseau du Boulou et par divers autres petits cours d'eau. La commune possède un patrimoine naturel remarquable : un site Natura 2000 (les « serres de Saint-Paul-de-Loubressac et de Saint-Barthélémy, et causse de Pech Tondut ») et quatre zones naturelles d'intérêt écologique, faunistique et floristique.
Fontanes est une commune rurale qui compte 533 habitants en 2022.  Elle fait partie de l'aire d'attraction de Cahors. Ses habitants sont appelés les Fontaniens ou  Fontaniennes.

## Géographie
Fontanes est une commune du Lot, située dans le Quercy, et appartenant à l'aire urbaine de Cahors. La commune comprend également le hameau de Saint Cevet. Elle est traversée par le ruisseau du Boulou affluent du Lemboulas.

### Communes limitrophes
Les communes limitrophes sont  Cieurac, Lalbenque, Le Montat, Montdoumerc, Pern-Lhospitalet et Saint-Paul-Flaugnac.
| Le Montat, Lhospitalet | Cieurac     |           |
| Pern                   | Fontanes    | Lalbenque |
| Saint-Paul-Flaugnac    | Montdoumerc |           |

### Climat
Pour des articles plus généraux, voir Climat de l'Occitanie et Climat du Lot.
En 2010, le climat de la commune est de type climat océanique altéré, selon une étude s'appuyant sur une série de données couvrant la période 1971-2000. En 2020, Météo-France publie une typologie des climats de la France métropolitaine dans laquelle la commune est toujours exposée à un climat océanique altéré et est dans la région climatique Aquitaine, Gascogne, caractérisée par une pluviométrie abondante au printemps, modérée en automne, un faible ensoleillement au printemps, un été chaud (19,5 °C), des vents faibles, des brouillards fréquents en automne et en hiver et des orages fréquents en été (15 à 20 jours).
Pour la période 1971-2000, la température annuelle moyenne est de 12,7 °C, avec une amplitude thermique annuelle de 15,7 °C. Le cumul annuel moyen de précipitations est de 846 mm, avec 11,1 jours de précipitations en janvier et 6 jours en juillet. Pour la période 1991-2020, la température moyenne annuelle observée sur la station météorologique la plus proche, située sur la commune du Montat à 9 km à vol d'oiseau, est de 13,3 °C et le cumul annuel moyen de précipitations est de 824,6 mm,. Pour l'avenir, les paramètres climatiques de la commune estimés pour 2050 selon différents scénarios d’émission de gaz à effet de serre sont consultables sur un site dédié publié par Météo-France en novembre 2022.

### Milieux naturels et biodiversité

#### Espaces protégés
La protection réglementaire est le mode d’intervention le plus fort pour préserver des espaces naturels remarquables et leur biodiversité associée,.
La commune est dans le périmètre du « géoparc des causses du Quercy », classé Géoparc en mai 2017 et appartenant dès lors au réseau mondial des Géoparcs, soutenu par l’UNESCO,.

#### Réseau Natura 2000

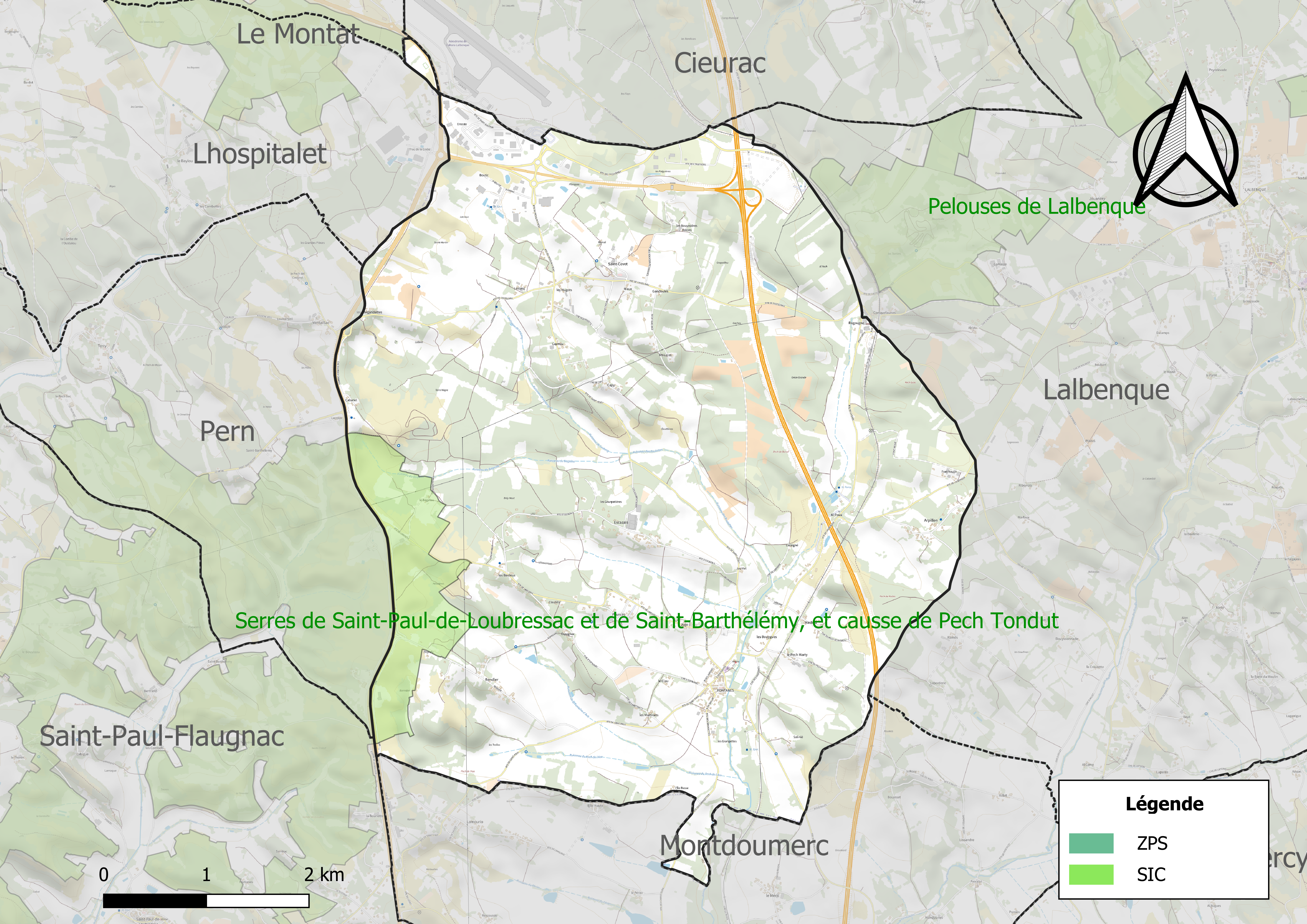
Site Natura 2000 sur le territoire communal.

Le réseau Natura 2000 est un réseau écologique européen de sites naturels d'intérêt écologique élaboré à partir des directives habitats et oiseaux, constitué de zones spéciales de conservation (ZSC) et de zones de protection spéciale (ZPS).
Un site Natura 2000 a été défini sur la commune au titre de la directive habitats : les « serres de Saint-Paul-de-Loubressac et de Saint-Barthélémy, et causse de Pech Tondut », d'une superficie de 832 ha, abritant diverses espèces en limite d'aire ou en aire disjointe sur le Lot : Aphyllanthes monspeliensis, Leucanthemum graminifolium, Genista hispanica.

#### Zones naturelles d'intérêt écologique, faunistique et floristique

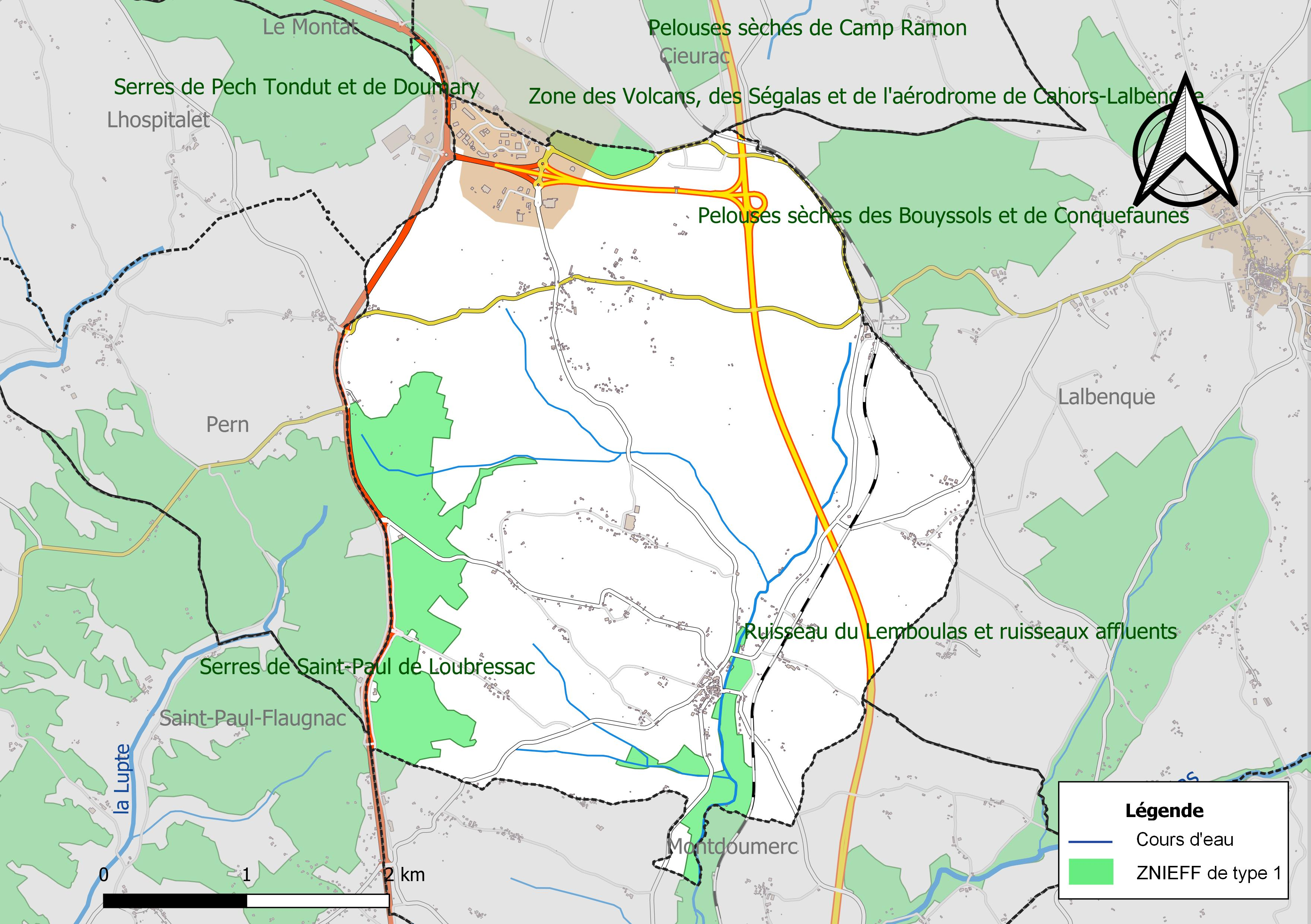
Carte des ZNIEFF de type 1 localisées sur la commune.

L’inventaire des zones naturelles d'intérêt écologique, faunistique et floristique (ZNIEFF) a pour objectif de réaliser une couverture des zones les plus intéressantes sur le plan écologique, essentiellement dans la perspective d’améliorer la connaissance du patrimoine naturel national et de fournir aux différents décideurs un outil d’aide à la prise en compte de l’environnement dans l’aménagement du territoire.
Quatre ZNIEFF de type 1 sont recensées sur la commune :
- le « ruisseau du Lemboulas et ruisseaux affluents » (1 311 ha), couvrant 9 communes dont six dans le Lot et trois dans le Tarn-et-Garonne[17] ;
- les « serres de pech Tondut et de Doumary » (251 ha), couvrant 3 communes du département[18] ;
- les « serres de Saint-Paul de Loubressac » (778 ha), couvrant 5 communes du département[19].
- la « zone des volcans, des Ségalas et de l'aérodrome de Cahors-Lalbenque » (142 ha), couvrant 3 communes du département[20] ;

### Voies de communication et transports
La commune compte une gare à proximité directe, la gare de Lalbenque - Fontanes, desservie quotidiennement par des TER Occitanie circulant entre Brive-la-Gaillarde, Cahors, Montauban et Toulouse.
La desserte de la commune est également assurée par la ligne d'autocar 881 du réseau régional liO, permettant de rejoindre la gare de Cahors depuis Varaire.

## Urbanisme

### Typologie
Au 1er janvier 2024, Fontanes est catégorisée commune rurale à habitat très dispersé, selon la nouvelle grille communale de densité à sept niveaux définie par l'Insee en 2022.
Elle est située hors unité urbaine. Par ailleurs la commune fait partie de l'aire d'attraction de Cahors, dont elle est une commune de la couronne,. Cette aire, qui regroupe 78 communes, est catégorisée dans les aires de 50 000 à moins de 200 000 habitants,.

### Occupation des sols
L'occupation des sols de la commune, telle qu'elle ressort de la base de données européenne d’occupation biophysique des sols Corine Land Cover (CLC), est marquée par l'importance des territoires agricoles (90,4 % en 2018), une proportion sensiblement équivalente à celle de 1990 (90,2 %). La répartition détaillée en 2018 est la suivante : 
zones agricoles hétérogènes (71,3 %), cultures permanentes (17,7 %), zones industrielles ou commerciales et réseaux de communication (6,2 %), forêts (3,4 %), terres arables (1,4 %). L'évolution de l’occupation des sols de la commune et de ses infrastructures peut être observée sur les différentes représentations cartographiques du territoire : la carte de Cassini (XVIIIe siècle), la carte d'état-major (1820-1866) et les cartes ou photos aériennes de l'IGN pour la période actuelle (1950 à aujourd'hui).

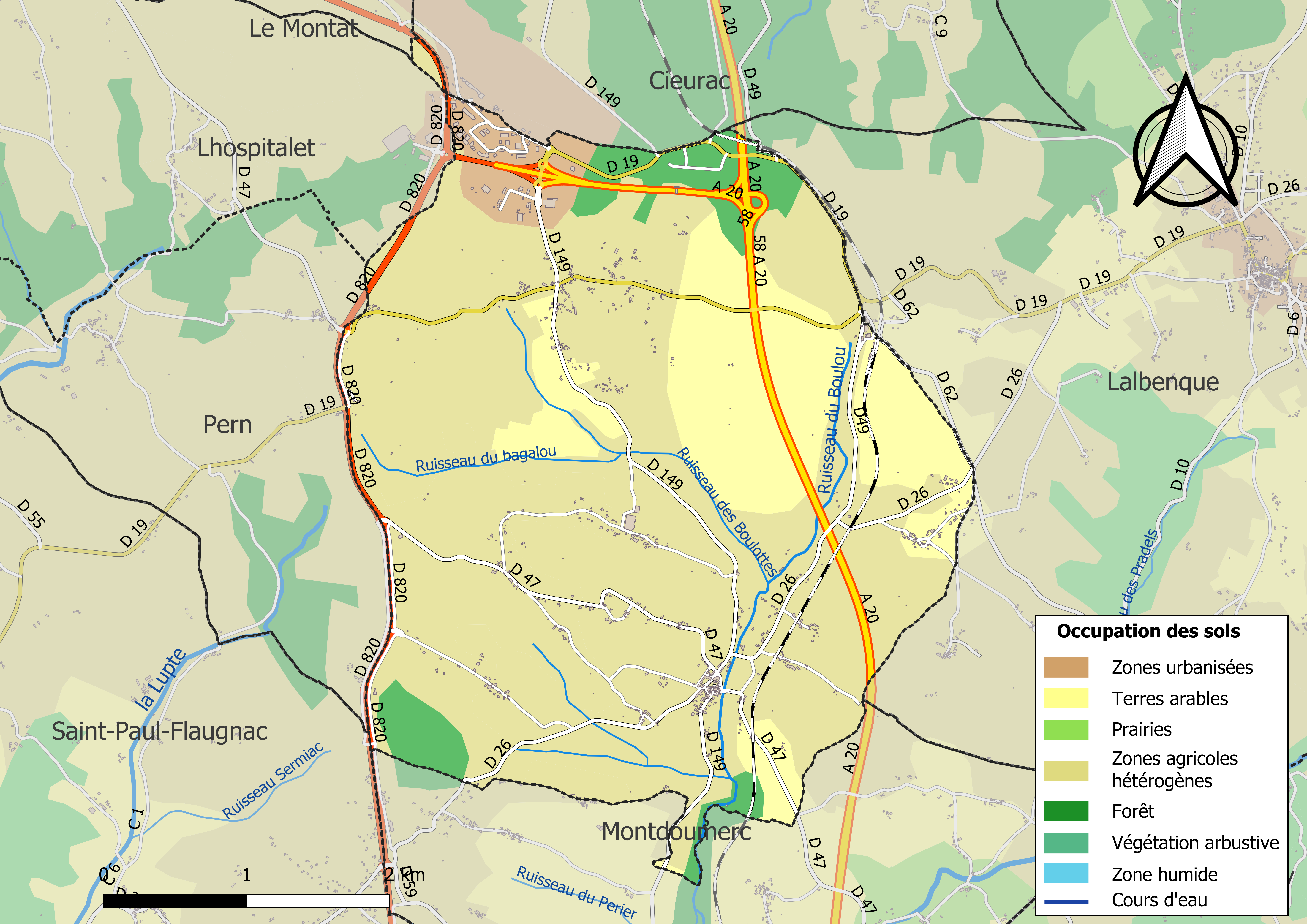
Carte des infrastructures et de l'occupation des sols de la commune en 2018 (CLC).

### Risques majeurs
Le territoire de la commune de Fontanes est vulnérable à différents aléas naturels : météorologiques (tempête, orage, neige, grand froid, canicule ou sécheresse), feux de forêts, mouvements de terrains et séisme (sismicité très faible). Il est également exposé à un risque technologique,  le transport de matières dangereuses. Un site publié par le BRGM permet d'évaluer simplement et rapidement les risques d'un bien localisé soit par son adresse soit par le numéro de sa parcelle.

#### Risques naturels
Fontanes est exposée au risque de feu de forêt. Un plan départemental de protection des forêts contre les incendies a été approuvé par arrêté préfectoral le 30 novembre 2015 pour la période 2015-2025. Les propriétaires doivent ainsi couper les broussailles, les arbustes et les branches basses sur une profondeur de 50 mètres, aux abords des constructions, chantiers, travaux et installations de toute nature, situées à moins de 200 mètres de terrains en nature
de bois, forêts, plantations, reboisements, landes ou friches. Le brûlage des déchets issus de l’entretien des parcs et jardins des ménages et des collectivités est interdit. L’écobuage est également interdit, ainsi que les feux de type méchouis et barbecues, à l’exception de ceux prévus dans des installations fixes (non situées sous couvert d'arbres) constituant une dépendance d'habitation.

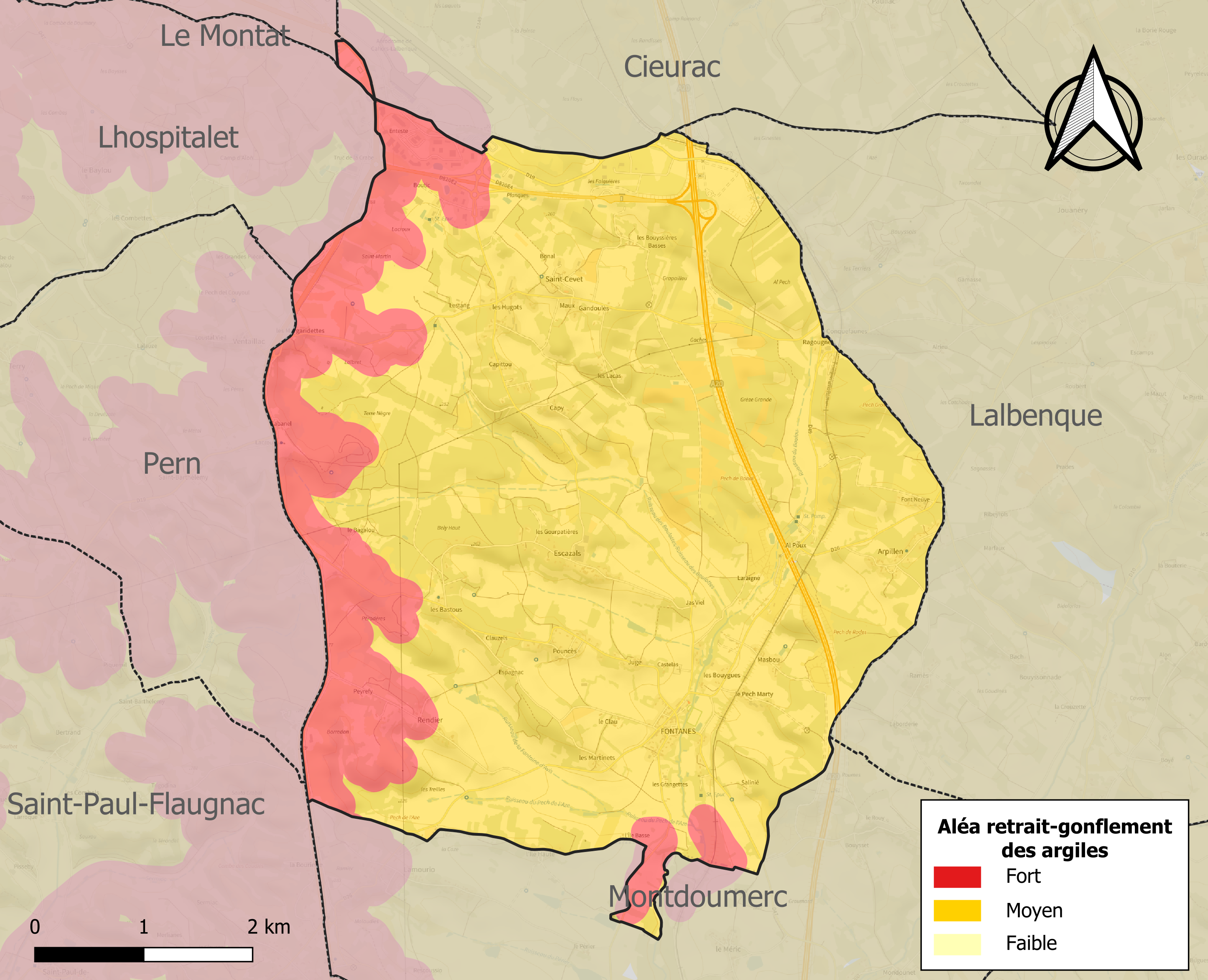
Carte des zones d'aléa retrait-gonflement des sols argileux de Fontanes.

Les mouvements de terrains susceptibles de se produire sur la commune sont des affaissements et effondrements liés aux cavités souterraines (hors mines), des éboulements, chutes de pierres et de blocs, des glissements de terrain et des tassements différentiels. Par ailleurs, afin de mieux appréhender le risque d’affaissement de terrain, l'inventaire national des cavités souterraines permet de localiser celles situées sur la commune.
Le retrait-gonflement des sols argileux est susceptible d'engendrer des dommages importants aux bâtiments en cas d’alternance de périodes de sécheresse et de pluie. La totalité de la commune est en aléa moyen ou fort (67,7 % au niveau départemental et 48,5 % au niveau national). Sur les 285 bâtiments dénombrés sur la commune en 2019, 285 sont en aléa moyen ou fort, soit 100 %, à comparer aux 72 % au niveau départemental et 54 % au niveau national. Une cartographie de l'exposition du territoire national au retrait gonflement des sols argileux est disponible sur le site du BRGM,.
Par ailleurs, afin de mieux appréhender le risque d’affaissement de terrain, l'inventaire national des cavités souterraines permet de localiser celles situées sur la commune.
La commune a été reconnue en état de catastrophe naturelle au titre des dommages causés par les inondations et coulées de boue survenues en 1982, 1996 et 1999. Concernant les mouvements de terrains, la commune a été reconnue en état de catastrophe naturelle au titre des dommages causés par des mouvements de terrain en 1999.

#### Risques technologiques
Le risque de transport de matières dangereuses sur la commune est lié à sa traversée par une route à fort trafic et une ligne de chemin de fer. Un accident se produisant sur de telles infrastructures est susceptible d’avoir des effets graves sur les biens, les personnes ou l'environnement, selon la nature du matériau transporté. Des dispositions d’urbanisme peuvent être préconisées en conséquence.

## Toponymie
Le toponyme Fontanes est basé sur le latin populaire fontana qui désigne une source ou une fontaine.

## Politique et administration
| Période                                  | Période | Identité            | Étiquette | Qualité |
| ---------------------------------------- | ------- | ------------------- | --------- | ------- |
| 1802                                     | 1809    | Mathieu Duges       |           |         |
| 1809                                     | 1824    | Antoine Duges       |           |         |
| 1824                                     | 1832    | Pierre Duges        |           |         |
| 1833                                     | 1834    | Pierre Lavergne     |           |         |
| 1834                                     | 1845    | Jean-baptiste Cazes |           |         |
| 1846                                     | 1848    | Pierre Duges        |           |         |
| 1848                                     | 1863    | Jean-baptiste Cazes |           |         |
| 1863                                     | 1878    | Léon Duges          |           |         |
| 1879                                     | 1880    | Antoine Loubradou   |           |         |
| 1881                                     | 1887    | Jean Bouriere       |           |         |
| 1888                                     | 1891    | Jean Lefranc        |           |         |
| 1891                                     | 1899    | Paul Duges          |           |         |
| 1899                                     | 1900    | Frédéric Cazes      |           |         |
| 1977                                     | 1989    | Maurice Alaux       |           |         |
| 1989                                     | 2014    | Jacques Chaubard    |           |         |
| 2014                                     |         | Roselyne Valette    |           |         |
| Les données manquantes sont à compléter. |         |                     |           |         |

## Démographie
L'évolution du nombre d'habitants est connue à travers les recensements de la population effectués dans la commune depuis 1793. Pour les communes de moins de 10 000 habitants, une enquête de recensement portant sur toute la population est réalisée tous les cinq ans, les populations de référence des années intermédiaires étant quant à elles estimées par interpolation ou extrapolation. Pour la commune, le premier recensement exhaustif entrant dans le cadre du nouveau dispositif a été réalisé en 2005.

En 2022, la commune comptait 533 habitants, en évolution de +13,65 % par rapport à 2016 (Lot : +1,31 %, France hors Mayotte : +2,11 %).
| 1793 | 1800 | 1806 | 1821 | 1831 | 1836 | 1841 | 1846 | 1851 |
| ---- | ---- | ---- | ---- | ---- | ---- | ---- | ---- | ---- |
| 658  | 724  | 727  | 685  | 719  | 721  | 712  | 731  | 700  |

| 1856 | 1861 | 1866 | 1872 | 1876 | 1881 | 1886 | 1891 | 1896 |
| ---- | ---- | ---- | ---- | ---- | ---- | ---- | ---- | ---- |
| 703  | 688  | 689  | 712  | 694  | 683  | 629  | 592  | 562  |

| 1901 | 1906 | 1911 | 1921 | 1926 | 1931 | 1936 | 1946 | 1954 |
| ---- | ---- | ---- | ---- | ---- | ---- | ---- | ---- | ---- |
| 569  | 557  | 543  | 409  | 449  | 369  | 359  | 380  | 352  |

| 1962 | 1968 | 1975 | 1982 | 1990 | 1999 | 2005 | 2006 | 2010 |
| ---- | ---- | ---- | ---- | ---- | ---- | ---- | ---- | ---- |
| 362  | 373  | 378  | 379  | 353  | 371  | 433  | 439  | 456  |

| 2015 | 2020 | 2022 | - | - | - | - | - | - |
| ---- | ---- | ---- | - | - | - | - | - | - |
| 460  | 513  | 533  | - | - | - | - | - | - |

## Économie

### Revenus
En 2018, la commune compte 205 ménages fiscaux, regroupant 472 personnes. La médiane du revenu disponible par unité de consommation est de 22 430 € (20 740 € dans le département).

### Emploi
|                | 2008  | 2013  | 2018  |
| -------------- | ----- | ----- | ----- |
| Commune        | 7,7 % | 6,6 % | 9,3 % |
| Département    | 7,3 % | 8,9 % | 9,6 % |
| France entière | 8,3 % | 10 %  | 10 %  |

En 2018, la population âgée de 15 à 64 ans s'élève à 287 personnes, parmi lesquelles on compte 80,1 % d'actifs (70,9 % ayant un emploi et 9,3 % de chômeurs) et 19,9 % d'inactifs,. En  2018, le taux de chômage communal (au sens du recensement) des 15-64 ans est inférieur à celui de la France et département, alors qu'en 2008 il était supérieur à celui du département et inférieur à celui de la France.
La commune fait partie de la couronne de l'aire d'attraction de Cahors, du fait qu'au moins 15 % des actifs travaillent dans le pôle,. Elle compte 375 emplois en 2018, contre 283 en 2013 et 202 en 2008. Le nombre d'actifs ayant un emploi résidant dans la commune est de 205, soit un indicateur de concentration d'emploi de 182,7 % et un taux d'activité parmi les 15 ans ou plus de 58,1 %.
Sur ces 205 actifs de 15 ans ou plus ayant un emploi, 29 travaillent dans la commune, soit 14 % des habitants. Pour se rendre au travail, 90,3 % des habitants utilisent un véhicule personnel ou de fonction à quatre roues, 0,9 % les transports en commun, 5,1 % s'y rendent en deux-roues, à vélo ou à pied et 3,7 % n'ont pas besoin de transport (travail au domicile).

### Activités hors agriculture

#### Secteurs d'activités
96 établissements sont implantés  à Fontanes au 31 décembre 2019. Le tableau ci-dessous en détaille le nombre par secteur d'activité et compare les ratios avec ceux du département,.
| Secteur d'activité                                                                                        | Commune | Commune | Département |
| Secteur d'activité                                                                                        | Nombre  | %       | %           |
| --- | ------- | ------- | ----------- |
| Ensemble                                                                                                  | 96      |         |             |
| Industrie manufacturière, industries extractives et autres                                                | 14      | 14,6 %  | (14 %)      |
| Construction                                                                                              | 13      | 13,5 %  | (13,9 %)    |
| Commerce de gros et de détail, transports, hébergement et restauration                                    | 39      | 40,6 %  | (29,9 %)    |
| Information et communication                                                                              | 5       | 5,2 %   | (1,8 %)     |
| Activités financières et d'assurance                                                                      | 1       | 1 %     | (2,8 %)     |
| Activités spécialisées, scientifiques et techniques et activités de services administratifs et de soutien | 14      | 14,6 %  | (13,5 %)    |
| Administration publique, enseignement, santé humaine et action sociale                                    | 3       | 3,1 %   | (12 %)      |
| Autres activités de services                                                                              | 7       | 7,3 %   | (8,7 %)     |

Le secteur du commerce de gros et de détail, des transports, de l'hébergement et de la restauration est prépondérant sur la commune puisqu'il représente 40,6 % du nombre total d'établissements de la commune (39 sur les 96 entreprises implantées  à Fontanes), contre 29,9 % au niveau départemental.

#### Entreprises et commerces
Les cinq entreprises ayant leur siège social sur le territoire communal qui génèrent le plus de chiffre d'affaires en 2020 sont : 
- Hit Music, commerce de gros (commerce interentreprises) de fournitures et équipements divers pour le commerce et les services (6 535 k€)
- Transquercy, messagerie, fret express (6 228 k€)
- Plasti, commerce de gros (commerce interentreprises) de bois et de matériaux de construction (3 821 k€)
- Chassaing TP, travaux de terrassement courants et travaux préparatoires (3 281 k€)
- Faurie Trucks Cahors, entretien et réparation d'autres véhicules automobiles (1 588 k€)

### Agriculture
La commune est dans le Quercy Blanc », une petite région agricole couvrant une partie du sud-ouestdu département du Lot. En 2020, l'orientation technico-économique de l'agriculture  sur la commune est la polyculture et/ou le polyélevage.
|               | 1988 | 2000 | 2010 | 2020 |
| ------------- | ---- | ---- | ---- | ---- |
| Exploitations | 40   | 29   | 19   | 12   |
| SAU (ha)      | 704  | 692  | 593  | 501  |

Le nombre d'exploitations agricoles en activité et ayant leur siège dans la commune est passé de 40 lors du recensement agricole de 1988  à 29 en 2000 puis à 19 en 2010 et enfin à 12 en 2020, soit une baisse de 70 % en 32 ans. Le même mouvement est observé à l'échelle du département qui a perdu pendant cette période 60 % de ses exploitations,. La surface agricole utilisée sur la commune a également diminué, passant de 704 ha en 1988 à 501 ha en 2020. Parallèlement la surface agricole utilisée moyenne par exploitation a augmenté, passant de 18 à 42 ha.

## Culture locale et patrimoine

### Lieux et monuments
- Église Saint-Clair de Fontanes, fin XVe siècle. L'édifice a été inscrit au titre des monuments historiques en 1978[41]. Plusieurs objets sont référencés dans la base Palissy[41].
- Église Saint-Cevet au village de Saint-Cevet, XIXe siècle.

### Personnalités liées à la commune
- Albert Marty (1907-1984), officier de la 2ème DB, Compagnon de la Libération

## Héraldique
| Blason | Blasonnement : Parti: au premier de sinople à trois feuilles de chêne empoignées d'or, au deuxième d'argent à onze burelles ondées d'azur. |

#### Site de l'Insee
1. ↑  « La grille communale de densité », sur le site de l'Insee, 28 mai 2024 (consulté le 28 juin 2024).
2. 1 2  Insee, « Métadonnées de la commune de Fontanes ».
3. ↑  « Liste des communes composant l'aire d'attraction de Cahors », sur le site de l'Insee (consulté le 28 juin 2024).
4. ↑  Marie-Pierre de Bellefon, Pascal Eusebio, Jocelyn Forest, Olivier Pégaz-Blanc et Raymond Warnod (Insee), « En France, neuf personnes sur dix vivent dans l’aire d’attraction d’une ville », sur le site de l'Insee, 21 octobre 2020 (consulté le 28 juin 2024).
5. ↑  « REV T1 - Ménages fiscaux de l'année 2018 à Fontanes » (consulté le 5 février 2022).
6. ↑  « REV T1 - Ménages fiscaux de l'année 2018 dans le Lot » (consulté le 5 février 2022).
7. 1 2  « Emp T1 - Population de 15 à 64 ans par type d'activité en 2018 à Fontanes » (consulté le 5 février 2022).
8. ↑  « Emp T1 - Population de 15 à 64 ans par type d'activité en 2018 dans le Lot » (consulté le 5 février 2022).
9. ↑  « Emp T1 - Population de 15 à 64 ans par type d'activité en 2018 dans la France entière » (consulté le 5 février 2022).
10. ↑  « Base des aires d'attraction des villes 2020 », sur site de l'Insee (consulté le 10 avril 2021).
11. ↑  « Emp T5 - Emploi et activité en 2018 à Fontanes » (consulté le 5 février 2022).
12. ↑  « ACT T4 - Lieu de travail des actifs de 15 ans ou plus ayant un emploi qui résident dans la commune en 2018 » (consulté le 5 février 2022).
13. ↑  « ACT G2 - Part des moyens de transport utilisés pour se rendre au travail en 2018 » (consulté le 5 février 2022).
14. ↑  « DEN T5 - Nombre d'établissements par secteur d'activité au 31 décembre 2019 à Fontanes » (consulté le 14 février 2022).
15. ↑  « DEN T5 - Nombre d'établissements par secteur d'activité au 31 décembre 2019 dans le Lot » (consulté le 14 février 2022).

#### Autres sources
1. ↑  « Lot », sur habitants.fr (consulté le 14 avril 2023).
2. ↑  Carte IGN sous Géoportail
3. 1 2  Daniel Joly, Thierry Brossard, Hervé Cardot, Jean Cavailhes, Mohamed Hilal et Pierre Wavresky, « Les types de climats en France, une construction spatiale », Cybergéo, revue européenne de géographie - European Journal of Geography, no 501,‎ 18 juin 2010 (DOI 10.4000/cybergeo.23155, lire en ligne, consulté le 14 novembre 2023)
4. ↑  « Zonages climatiques en France métropolitaine. », sur pluiesextremes.meteo.fr (consulté le 14 novembre 2023).
5. ↑  « Orthodromie entre Fontanes et Le Montat », sur fr.distance.to (consulté le 14 novembre 2023).
6. ↑  « Station Météo-France « Le Montat » (commune du Le Montat) - fiche climatologique - période 1991-2020 », sur donneespubliques.meteofrance.fr (consulté le 14 novembre 2023).
7. ↑  « Station Météo-France « Le Montat » (commune du Le Montat) - fiche de métadonnées. », sur donneespubliques.meteofrance.fr (consulté le 14 novembre 2023).
8. ↑  « Climadiag Commune : diagnostiquez les enjeux climatiques de votre collectivité. », sur meteofrance.fr, novembre 2022 (consulté le 14 novembre 2023).
9. ↑  « Les différents espaces protégés. », sur observatoire-biodiversite-centre.fr (consulté le 2 septembre 2021).
10. ↑  « Liste des espaces protégés sur la commune », sur le site de l'inventaire national du patrimoine naturel (consulté le 2 septembre 2021).
11. ↑  « le géoparc des Causses du Quercy »(Archive.org • Wikiwix • Archive.is • Google • Que faire ?), sur le site des Géoparks de l'Unesco (consulté le 26 août 2021).
12. ↑  « géoparc des causses du Quercy », sur le site de l'inventaire national du patrimoine naturel (consulté le 1er septembre 2021).
13. ↑  Réseau européen Natura 2000, Ministère de la transition écologique et solidaire
14. ↑  « Liste des zones Natura 2000 de la commune de Fontanes », sur le site de l'Inventaire national du patrimoine naturel (consulté le 2 septembre 2021).
15. ↑  « site Natura 2000 FR7300917 - fiche descriptive », sur le site de l'inventaire national du patrimoine naturel (consulté le 2 septembre 2021).
16. ↑  « Liste des ZNIEFF de la commune de Fontanes », sur le site de l'Inventaire national du patrimoine naturel (consulté le 2 septembre 2021).
17. ↑  « ZNIEFF le « ruisseau du Lemboulas et ruisseaux affluents » - fiche descriptive », sur le site de l'inventaire national du patrimoine naturel (consulté le 2 septembre 2021).
18. ↑  « ZNIEFF les « serres de pech Tondut et de Doumary » - fiche descriptive », sur le site de l'inventaire national du patrimoine naturel (consulté le 2 septembre 2021).
19. ↑  « ZNIEFF les « serres de Saint-Paul de Loubressac » - fiche descriptive », sur le site de l'inventaire national du patrimoine naturel (consulté le 2 septembre 2021).
20. ↑  « ZNIEFF la « zone des volcans, des Ségalas et de l'aérodrome de Cahors-Lalbenque » - fiche descriptive », sur le site de l'inventaire national du patrimoine naturel (consulté le 2 septembre 2021).
21. ↑  Fiche horaires de la ligne 881 du réseau liO.
22. ↑  « CORINE Land Cover (CLC) - Répartition des superficies en 15 postes d'occupation des sols (métropole). », sur le site des données et études statistiques du ministère de la Transition écologique. (consulté le 14 avril 2021).
23. 1 2  « Les risques près de chez moi - commune de Fontanes », sur Géorisques (consulté le 17 octobre 2022).
24. ↑  BRGM, « Évaluez simplement et rapidement les risques de votre bien », sur Géorisques (consulté le 13 septembre 2022).
25. ↑  « Dossier départemental des risques majeurs dans le Lot », sur lot.gouv.fr (consulté le 13 septembre 2022).
26. ↑  « Dossier départemental des risques majeurs dans le Lot », sur lot.gouv.fr (consulté le 13 septembre 2022), chapitre Mouvements de terrain.
27. 1 2  « Liste des cavités souterraines localisées sur la commune de Fontanes », sur georisques.gouv.fr (consulté le 13 septembre 2022).
28. ↑  « Retrait-gonflement des argiles », sur le site de l'observatoire national des risques naturels (consulté le 13 septembre 2022).
29. ↑  « Dossier départemental des risques majeurs dans le Lot », sur lot.gouv.fr (consulté le 13 septembre 2022), chapitre Risque transport de matières dangereuses.
30. ↑  Gaston Bazalgues et Jacqueline Marty-Bazalgues, À la découverte des noms de lieux du Quercy et des communes du Lot : Toponymie lotoise, Aubenas, Gourdon : Éditions de la Bouriane et du Quercy, juin 2002, 133 p. (ISBN 9782910540166, OCLC 219575343, BNF 40220401), p. 75.
31. ↑  « Les maires de Fontanes », sur Site francegenweb, 19 février 2011 (consulté le 4 février 2017).
32. ↑  L'organisation du recensement, sur insee.fr.
33. ↑  Calendrier départemental des recensements, sur insee.fr.
34. ↑  Des villages de Cassini aux communes d'aujourd'hui sur le site de l'École des hautes études en sciences sociales.
35. ↑  Fiches Insee - Populations de référence de la commune pour les années 2006, 2007, 2008, 2009, 2010, 2011, 2012, 2013, 2014, 2015, 2016, 2017, 2018, 2019, 2020, 2021 et 2022.
36. ↑  « Entreprises à Fontanes », sur entreprises.lefigaro.fr (consulté le 14 février 2022).
37. ↑  « Les régions agricoles (RA), petites régions agricoles(PRA) - Année de référence : 2017 », sur agreste.agriculture.gouv.fr (consulté le 14 février 2022).
38. ↑  Présentation des premiers résultats du recensement agricole 2020, Ministère de l’agriculture et de l’alimentation, 10 décembre 2021
39. 1 2  « Fiche de recensement agricole - Exploitations ayant leur siège dans la commune de Fontanes - Données générales », sur recensement-agricole.agriculture.gouv.fr (consulté le 14 février 2022).
40. ↑  « Fiche de recensement agricole - Exploitations ayant leur siège dans le département du Lot » (consulté le 14 février 2022).
41. 1 2  « Eglise Saint-Clair », sur pop.culture.gouv.fr (consulté le 2 juin 2021).